# Dingzhuang (socken i Kina, Henan, lat 32,83, long 113,01)
Dingzhuang (kinesiska: 丁庄, 丁庄乡) är en socken i Kina. Den ligger i provinsen Henan, i den centrala delen av landet, omkring 220 kilometer söder om provinshuvudstaden Zhengzhou.
Genomsnittlig årsnederbörd är 1 010 millimeter. Den regnigaste månaden är augusti, med i genomsnitt 197 mm nederbörd, och den torraste är januari, med 12 mm nederbörd.